# Maurice Bartlett
Maurice Bartlett   (Chiswick, 18 de juny de 1910 - Exmouth, 8 de gener de 2002) FRS va ser un estadístic anglès que va fer contribucions a l'anàlisi de les dades amb patrons espacials o temporals. També és conegut pel seu treball en la teoria de la inferència estadística i en l'anàlisi multivariant.

## Biografia
Nascut a Londres, Bartlett va ser criat en una família pobra però va guanyar una beca per a Latymer Upper School a Hammersmith. El 1929, va guanyar una beca per Queen's College, Cambridge on es va graduar en Matemàtiques. Va assistir a conferències sobre Estadística de John Wishart, sobre la relativitat d'Arthur Eddington i sobre mecànica quàntica de Paul Dirac. En una de les seves conferències Wishart va descriure la seva derivació geomètrica de la distribució de Wishart. Durant tota una nit Bartlett va elaborar una prova usant funcions característiques. Bartlett va ser el primer estudiant de post-grau de Wishart i junts van escriure dos articles. Aquest va ser el començament de la participació de Bartlett amb l'anàlisi multivariada.
El 1933, Bartlett va ser cridat per Egon Pearson pel nou departament d'Estadística de University College de Londres. Pearson ja estava treballant amb Jerzy Neyman i també amb Ronald A. Fisher i J. B. S. Haldane. Bartlett va ser estimulat per tots ells, sobretot per la feina de Fisher. En 1934, Bartlett es va convertir en estadístic de l'estació d'investigació agrícola d'Imperial Chemical Industries (ICI) a Jealott’s Hill. No només va estudiar problemes pràctics, sinó que també teoria estadística, així com en els problemes de la genètica, i es va interessar especialment en la caracterització de la intel·ligència. Va recordar Jealott’s Hill com el millor entorn de treball de la seva carrera. L'any 1938 Bartlett va deixar ICI per la Universitat de Cambridge, però des del principi de la Segona Guerra Mundial va ser mobilitzat al Ministeri d'Abastament, dirigint la realització d'investigacions de coets juntament amb Frank Anscombe, David Kendall i Pat Moran.
Després de la guerra va tornar a treballar a Cambridge i es va centrar en l'anàlisi de sèries temporals i processos estocàstics. Amb Jo Moyal planejava publicar un gran llibre sobre probabilitat, però la col·laboració no va funcionar i Bartlett es va avançar i va publicar el seu propi llibre sobre processos estocàstics. Va fer diverses visites als Estats Units. En 1947 va ser nomenat professor d'Estadística Matemàtica a la Universitat de Manchester on no només va desenvolupar els seus interessos en l'epidemiologia, sinó també va ser un administrador capaç i actiu. El 1960, va assumir la càtedra d'Estadística a la Universitat College de Londres. Els últims vuit anys de la seva vida acadèmica va ser professor de Matemàtiques a la Universitat d'Oxford. Es va retirar el 1975.
Després del seu retir Bartlett va mantenir actiu visitant l'Institut d'Estudis Avançats de l'Australian National University en diverses ocasions. Bartlett va morir a Exmouth, Devon l'any 2002.
Bartlett és conegut pel mètode de Bartlett per a l'estimació d'espectres de potència i la prova d'homocedasticitat de Bartlett.

## Guardons
- Premi Rayleigh (1933);
- Medalla Guy d'argent (1952) I d'or (1969) de la Royal Statistical Society;
- President de la Manchester Statistical Society, (1959–1960);
- Fellow de la Royal Society, (1961);
- President de la Royal Statistical Society (1966)
- Membre honorari de l'International Statistical Institute, (1980);
- Membre estranger associat de la U.S. National Academy of Sciences, (1993);
- Doctorat honoris causa de la University of Chicago (1966) I la University of Hull (1976).

## Contribucions científiques

### Articles seleccionats
- M. S. Barlett, John Wishart. (1933) “The distribution of second order moment statistics in a normal system.” Proc. Camb. Phil. Soc. 28, 455–459
- M. S. Barlett (1933) “On the theory of statistical regression.” Proc. Royal Soc. Edinburgh, 53, 260–283.
- M. S. Barlett (1933) “Probability and chance in the theory of statistics.” Proc. Royal Soc. London Ser. A 141 518–534.
- M. S. Barlett (1934) “The vector representation of a sample.” Proc. Camb. Phil. Soc., 30, 327–340.
- M. S. Barlett (1936) “Statistical information and properties of sufficiency.” Proc. Royal Soc. London Ser., A 154, 124–137
- M. S. Barlett (1937) “Properties of sufficiency and statistical tests.” Proc. Royal Soc. London Ser. A, 160, 268–282.
- M. S. Barlett (1938) “Methods of estimating mental factors.” Nature, 141, 609–610.
- M. S. Barlett (1939) “A note on tests of significance in multivariate analysis.” Proceedings of the Cambridge Philosophical Society 35, 180-185
- M. S. Barlett (1941) “The statistical significance of canonical correlation.” Biometrika 32. 29 - 38
- M. S. Barlett (1947) “The use of transformations.” Biometrics. 3, 39 - 52
- M. S. Barlett (1948) “Internal and external factor analysis.” British Journal of Psychiatry. 1, 73-81
- M. S. Barlett (1949) “Fitting a straight line when both variables are subjects to error.” Biometrics 5, 207 – 212
- M. S. Barlett (1949) “The statistical significance of "dispersed hits" in card-guessing experiments.” Proceedings of the Society for Psychical Research, 48, 336–338.
- M. S. Barlett (1950) “Tests of significance in multivariate analysis.” British Journal of Mathematical and Statistical Psychology. 34, 144 - 152
- M. S. Barlett (1950) “Tests of significance in factor analysis.” British Journal of Psychology. 3, 77–85

### Llibres
- M. S. Barlett. An Introduction to Stochastic Processes, (1955) Cambridge: Cambridge University Press. ISBN 0-521-04116-3
- M. S. Barlett. Stochastic Population Models in Ecology and Epidemiology, (1960) Londres: Methuen. ISBN 0-416-52330-7
- M. S. Barlett. Essays in Probability and Statistics, (1962) Londres: Methuen. ISBN 0-416-64880-0
- M. S. Barlett. Probability, Statistics and Time, (1975) Londres: Chapman and Hall. ISBN 0-412-14150-7
- M. S. Barlett. The Statistical Analysis of Spatial Pattern, (1976) Londres: Chapman and Hall. ISBN 0-412-14290-2
- R.G. Stanton, E.D. Johnson, D.S. Meek. (Eds.) Selected Papers of M. S. Bartlett (3 vols). Winnipeg: Charles Babbage Research Centre (1989).